# Mimozotale sikkimensis
Mimozotale sikkimensis là một loài bọ cánh cứng trong họ Cerambycidae.